# 茨城県立土浦特別支援学校
茨城県立土浦特別支援学校（いばらきけんりつ つちうらとくべつしえんがっこう）は、茨城県土浦市にある知的障害者のための特別支援学校。

## 学部
- 小学部
- 中学部
- 高等部
- 訪問教育

## 沿革
- 1979年（昭和54年）
  - 1月1日：茨城県立霞ケ浦聾学校内に開校準備室を設置。
  - 4月1日：開校
  - 12月24日：高等部設置認可
- 2012年（平成24年）4月1日：学校名を「茨城県立土浦特別支援学校」に変更。